# سون‌ایر
سون‌ایر (به انگلیسی: SonAir) یک شرکت هواپیمایی است که در ۱۶ فوریه ۱۹۹۸ میلادی تأسیس شده‌است. دفتر مرکزی سون‌ایر در لوآندا، آنگولا واقع شده‌است و قطب این شرکت هواپیمایی در فرودگاه کواترو دو فرویرو قرار دارد و به ۷ مقصد، پرواز انجام می‌دهد.